# Ромас, Дионисиос
Дионисиос Ромас (греч. Διονύσιος Ρώμας; 1771, Закинф — 26 июля 1857, там же) — греческий революционер дипломат и меценат 19-го века, один из основателей и активных деятелей греческого масонства.

## Биография
Дионисиос Ромас родился около 1771 года на греческом острове Закинф, бывшим тогда под контролем Венецианской республики.
Его отец, Георгиос Кандианос Ромас (1725—1796), был консулом Венеции на османском Пелопоннесе, мать, Диамантина, происходила из рода Капнисисов.
Дионисий провёл свои детские годы на Закинфе, где и получил начальное образование. После чего уехал в Падую, где учился юриспруденции. По возвращении на Закинф, молодой Ромас, стал профессиональным юристом.
В 1794 году он наследовал своего отца на посту Генерального консула Венеции в Морее и Румелии (Среднея Греция).
Находясь на этом посту, он установил отношения с самыми знатными родами Мореи и известными старейшинами, а также с морейскими военачальниками. В числе последних был Теодорос Колокотронис, с которым впоследствии был связан долгой дружбой.
В 1797 году по Кампо-Формийскому миру Ионические острова перешли к революционной Франции.
В период 1800—1807 острова стали российским протекторатом и новое греческое государственное образование получило имя Республика Семи Островов.
Его политическая карьера началась в период Республики Семи Островов, в 1803 году, когда он был избран членом редакционной коллегии Семиостровной конституции.
По Тильзитскому миру острова вновь перешли под контроль Франции.
В 1809—1810 годах контроль над островами, кроме Корфу, где французский гарнизон сохранялся до 1814 года, установила Англия.
В 1809 году Ромас был избран сенатором. В 1810 году Дионисий Ромас возглавил делегацию Ионических островов, отправившуюся в Париж, поздравлять Наполеона, по случаю рождения его сына. Там, в Париже, Наполеон наградил Ромаса Орденом Почётного легиона.
Парижский мирный договор (1815) определил дальнейшую судьбу Ионических островов. Они преобразовывались в Ионическую республику, под британским контролем.

## Участие в масонстве
В 1807 году Огюст де Шуазёль-Гуфье, бывший посол Франции в Константинополе, создал в Париже, вместе с другими выходцами из Греции, «Грекоязычную гостиницу» (греч. Ελληνόγλωσσον Ξενοδοχείον), общество поставившее себе целью греческое восстание против турок. В 1811 году Ромас создал на острове Керкира масонскую ложу, которая в 1812 году стала Великой национальной ложей Греции, поскольку греческие масонские ложи были образованы к тому времени на острове Лефкас, в Париже, в Москве и других местах. Московская ложа именовалась «Афина» и, «по-слухам», являлась продолжением Этерии (Общества) Ригаса Фереоса. Как и другое общество, «Феникс», (греч. Φοίνικας), которое создал Маврокордатос, Александр, во время своего пребывания в России. И оно также под влиянием Наполеона ставило своей целью расчленение Османской империи. Английский историк Дуглас Дакин связывает деятельность всех этих организаций и считает, что все они, косвенным образом, привели к созданию в Одессе в 1814 году тайной революционной организации Филики Этерия.
Дионисий Ромас, весной 1815 года основал на Закинфе масонскую ложу под названием «Возродившийся Феникс» (греч. Αναγεννηθείς Φοίνιξ).

## Филики Этерия
Парижский мирный договор (1815) преобразовал острова в Ионическую республику, под британским контролем.
В 1816 году Ромас вступил в конфликт с британским губернатором Thomas Maitland, который установил на островах авторитарный режим, и покинул столичную Керкиру, вернувшись на Закинф.
Ромас был посвящён в греческую тайную революционную организацию Филики Этерия по одним источникам в апреле 1819 года Аристидом Папасом, по другим Н.Каливасом 3 мая 1819 года.
Ромас превратил свой особняк в место встречи будущих борцов Греческой революции, через который прошли многие известные военачальники, среди которых был и Теодорос Колокотронис.
В 1820 британские солдаты блокировали особняк Ромаса и произвели обыск. Были найдены тайные документы, которые Ромас представил наместнику Ross, масону низшей ступени, как масонские документы, после чего дальнейшие действия были прекращены. Но несмотря на это и чтобы избежать дальнейших британских преследований, Ромас уехал в Венецию, где оставался четыре года.

## Греческая революция
Греческая революция разразилась в 1821 году, когда Ромас уже обосновался в Венеции.
Революция нарушала установившийся Статус-кво и была встречена отрицательно монархами Священного союза, что нашло отражение в результатах Лайбахского конгресса.
Первой (15 января 1822 года) и длительное время единственной страной признавшей восставшую Грецию была далёкая, и сама ещё не признанная, Гаити.
До последнего десятилетия 18-го века влияние и популярность России в Греции были безраздельными. После Французской революции стало также заметным влияние Франции.
Непрекращающаяся Освободительная война греков и её неясный исход вынудила Британию, не изменяя доктрине незыблемости Османской империи, откорректировать свою политику и постараться заполучить влияние в возрождающемся государстве. Осторожный поворот британской внешней политике в греческом вопросе отмечается с августа 1822 года и связан с возвращением в МИД Каннинга.
Революционная Греция оставалась не только непризнанной, но и, противостоя ещё по-прежнему огромной и богатой Османской империи, остро нуждалась в средствах для продолжения войны. «Греческое государство (воз)родилось должником с колыбели и продолжало оставаться должником иностранному капиталу на протяжении целого века».
Первый заём (800 тыс. фунтов) греческого правительства был получен в Британии, при содействии филэллинского комитета в Лондоне, в феврале 1824 года.
В том же, 1824, году Ромас вернулся на Закинф и возглавил «Комитет поддержки» (материальной и политической, сражающейся Греции) на острове.
Ромас предоставил большую часть своего состояния на покупку боеприпасов и отправки их повстанцам.
Война продолжалась и, кроме политических, создавала экономические проблемы, нарушая торговлю в Восточном Средиземноморье. Кроме этого, непрекращающиеся турецкие зверства, кульминацией которых стали Хиосская резня, а затем Псарская резня, усилили филэллинские настроения в либеральных европейских кругах и противопоставили их туркофильской политике правительств.
Российский император Александр I, страны в которой в отличие от Западной Европы не было официального филэллинского комитета, заявлял своим коронованным коллегам «Среди всех русских я один не приветствую борьбу греков». Но Освободительная война греков продолжалась и в январе 1824 года Россия обратилась к правительствам других европейских Великих держав с секретным планом разрешения Греческого вопроса. 17/29 июня 1824 года в Петербурге была созвана конференция, с участием послов Франции, Австрии, Пруссии и Британии. Конференция возобновила свою работу 14/24 февраля 1825 года. Покинув конференцию Каннинг сделал «превосходный» дипломатический манёвр, «чтобы получить, наибольшие среди Держав, права на сражающуюся греческую нацию».
После предложения правителя Закинфа, Адама, на острове был создан комитет, в который вошли Дионисий Ромас, К.Драгонас и П.Стефанос. с целью «действовать в греческих вопросах в направлении Англии».
Как писал участник и историк Греческой революции, Фотакос, «посредством этого комитета, состоялось сватовство Англии и Греции».
Поскольку члены комитета считали старейшин и военачальников Мореи русофилами, они решили начать свою пропаганду с них, считая что перемена их внешнеполитической ориентации будет иметь наибольший эффект.
28 мая 1825 года Ромас написал Колокотронису пространное письмо, в котором говорил, что ни Франция, ни Россия, ни Австрия не желают независимости Греции и подчёркивал: «Если подумать, какой из европейских Дворов желает независимости Греции, то, я думаю, только Англия, и потому что это выгодно её политическим и экономическим планам, потому что мешает сухопутным королям расшириться приобретением Греции..
Поскольку интересы Греции совпадают сейчас с английскими, мы должны отдать предпочтение ей. Заклинаю Вас, именем Бога и Отечества, принять мои слова как слова Евангелия….».
Пропаганда идеи была поручена закинфянину Х.Захариадису, инспектору корпуса повстанцев, который осаждал Патры.
Колокотронис в своих мемуарах пишет по этому поводу: «Адам вызвал Ромаса, они закрылись на 2 дня и подготовили план петиции».
Историк Дионисиос Коккинос пишет, что «исключено чтобы Адам предпринял акцию посредством Комитета Закинфа, если это не являлось желанием Лондона».
Петиция об английской протекции была составлена на итальянском, который тогда был официальным языком Ионических островов и, в спешке, была переведена на греческий, что сделало её местами нечитаемой.
Захариадис застал военачальников Мореи в тяжёлых условиях, противостоящих египетскому вторжению и, правдами и неправдами, настоящими и поддельными подписями, скрепил петицию.
Петиция вызвала взрыв протестов среди лидеров повстанцев и филэллинов. В. Т. Вашингтон, племянник Джорджа Вашингтона, покинул Грецию со словами «после предоставления суверенитета Греции Британии, нет никакого смысла более оставаться в ней».
Ипсиланти, Дмитрий Константинович писал: «они ввергают Отечество в рабство худшее, нежели турецкое…… Англичане, как только заполучат нас, разделаются с нашими лидерами, так как они это сделали в Индии».

## Греческое королевство
В 1833 году Ромас принял участие во встрече несовершеннолетнего короля баварца Оттона в Нафплионе. Несколькими годами позже, вместе с Колокотронисом и Плапутасом он был обвинён в заговоре против Оттона, но был оправдан. Впоследствии Оттон наградил его Орденом Спасителя и назначил Ромаса государственным советником.
Будучи инициатором «британской петиции», в период абсолютной монархии Оттона 1833—1844 Ромас принадлежал к, так называемой, «русской партии».
Потратив бо́льшую часть своего состояния на Освободительную войну Дионисий Ромас умер в бедности на своей родине, острове Закинф, 26 июля 1857 года в возрасте 86 лет.

## Особняк
Дионисий Ромас был женат на Адриане Ставраки-Локателли и имел двух сыновей: Георгиоса Кандианоса (1796—1860) и Георгиоса Димитриоса (1805—1874).
Особняк семьи Ромасов, находящийся на улице Лукаса Каррераса, сегодня является музеем. Это представительный и единственный «сохранившийся» образец закинфского особняка. Особняк был восстановлен после землетрясения 1953 года, с маленькими отклонениями, сохраняя характерную форму особняков Закинфа до землетрясения.